# Алту-Лігонья
Алту-Лігонья (порт. Alto Ligonha) — район редкіснометалічних гранітних пегматитів в Мозамбіку в окрузі Замбезія.
Включає понад 800 об'єктів, що об'єднуються в 60-70 пегматитових полів загальної пл. 40 тис. км².
Найбільш великі: Муіане, Морруа, Марропіно, Монея.
Пегматитові тіла пластинчатої форми (довж. до 2000 м, потужність до 100 м) орієнтовані перпендикулярно шаруватості гранітогнейсів, слюдяних і амфіболових сланців докембрію.
Пегматити плагіоклаз-мікроклін-мусковитового складу альбітизовані, лепідолітизовані і каолінізовані.
- Літієві мінерали представлені лепідолітом, сподуменом, амблігонітом і петалітом;

- цезієві — полуцитом, цезієвими слюдами, цезієвим берилом;

- танталові — колумбітом, манґантанталітом, іксиолітом; стібіотанталітом, мікролітом, самарськітом;

- берилієві — техн. берилом, аквамарином, геліодором, морганітом, чорним берилом, смарагдом, гердеритом.

Пром. значення мають монацит, евксеніт, самородний бісмут, бісмутин, шеєліт, каситерит, турмалін, мусковіт, амазоніт, мікроклін, кварц, каолініт.